# Ghesquierellana dioramica
Ghesquierellana dioramica là một loài bướm đêm trong họ Crambidae.